# Assiminea translucens
Assiminea translucens är en snäckart som först beskrevs av Carpenter 1864.  Assiminea translucens ingår i släktet Assiminea och familjen Assimineidae. Inga underarter finns listade i Catalogue of Life.